# 春日神社 (春日市)
春日神社（かすがじんじゃ）は、福岡県春日市にある、同市の名称の由来ともなっている神社である。

## 境内
天児屋根命、武甕槌命、経津主命、姫大神を祭神とし、太力雄命および太玉命を祭神とする末社たる若宮社、また薬師堂などを境内に有する。
入口の鳥居は黒田一利により宝永七年（1710年）に奉納されたもの（奥部のそれは平成八年（1996年）12月の奉納）。最奥部たる社殿の裏手には、承天寺の末寺であった大光寺の跡が遺され、十三仏が安置されている。
境内に生える11本の樟はまとめて『春日の杜』と呼ばれ、県により昭和38年（1963年）の1月16日をもって天然記念物に指定されている。旧社格は県社であった。牛頸川に架かる御潮井橋（おしおいばし）から直線に参道が延びている。

## 歴史

### 起源
発生は古くこの地に中大兄皇子が天児屋根命を祀ったことに始まると伝えられる。四神を祀る神社としての春日神社の起源は藤原田麻呂が大宰大弐として大宰府にいた神護景雲二年（768年）にさかのぼる。藤原家の祖神たる天児屋根命がこの地に祀られていることを知った田麻呂は、自身の故郷である大和国春日の春日大社より武甕槌命、経津主命、姫大神の三柱を神籬に迎え祀って春日大明神として社殿を創建した。

### 焼失と再建
戦国時代末期の天正十四年（1586年）には、戦乱のさなかで薩摩の島津勢の兵火に遭い、社殿、末社、宝蔵、古文書などの一切が焼失。荒廃の途を辿った社殿の再建は、黒田長政の家老黒田一成の手による、寛永四年（1627年）のそれを待たなければならなかった。その後元禄九年（1698年）の改築と平成八年（1996年）の総改修を経て現在の姿に至っている。

## 行事
春日の婿押し（むこおし）
古来から毎年一月十四日夜に行われるところの数百年の歴史を持つと伝えられる年中行事である。春日神社の氏子のうち、前年に結婚した新郎新婦を宿（現在は敷地内に建つ公民館）で披露し（左義長点火（さきっちょうてんか）、宿の行事）、拝殿と境内で『祝い歌』を歌いながら婿を揉み（婿押し）、最後に若水を掛けて祝福する行事（若水祝い）と、五穀豊穣と開運を願っての樽せりやお汐井取り（おしおいとり）が行われ、千秋楽で幕を閉じる。農村社会の様々な伝承が複合された全国的にも珍しい貴重な民俗行事であるとされ、国指定の重要無形民俗文化財に列せられている。

## 例祭
- 四月第三日曜日:春籠の祭
- 七月第三日曜日:夏籠の祭
- 十月第三日曜日:秋季例大祭（宮座）

## 末社
- 三郎天神
境内ではなく離れにある小社で、埴安命(はにやすのみこと)を祀る。創建暦年不詳。春日神社の史料のひとつ・『春日大明神記録』や、貝原益軒の編纂による史書・筑前国続風土記にもその名が現れる。[1]
- 九郎天神
境内ではなく離れ、ちょうど参道と牛頸川が交差する地点にある小社で、黒男大明神（供老大明神）を祀る。創建暦年不詳。『春日大明神記録』や筑前国続風土記にもその名が現れる。[2]
- 地禄天神
三末社のうち最も離れにあるそれで、埴安命を祀る。創建暦年不詳。筑前国続風土記にわずかながらその記録が現れる。[3]

## 周辺
近場に、『上の地蔵』、『下の地蔵』などといった、数々の史跡が存在している。また社領の東脇（入口側）を南北に通る道を『春の社通り』といい、これを挟んだ東の一画に浄土真宗本願寺派の寺院たる月光山長円寺がある。

## 所在地
- 福岡県春日市春日1丁目110番地に所在する。県道31号線『春日神社入口』交差点のわずか北方。

## 交通アクセス
- 九州旅客鉄道（JR九州）鹿児島本線大野城駅から徒歩18分（1500m）。
- JR九州鹿児島本線春日駅もしくは大野城駅からやよい春日原線に乗車し「春日神社前」下車。
- 西鉄天神大牟田線春日原駅から西鉄バス6系統（春日経由月の浦営業所ゆき）に乗車し「春日」下車。
- マイカーの場合、九州自動車道太宰府インターチェンジから2.8㎞。